# ブルサ県
ブルサ県（ブルサけん、トルコ語: Bursa ili）は、トルコ北西部、マルマラ地方の県。北にヤロヴァ、北東にコジャエリ、サカリヤ、東にビレジク、南にキュタヒヤ、西にバルケスィルの各県と接し、北から北西にかけてはマルマラ海と接している。
人口は1990年には1,603,137人、2000年には2,125,140人、2006年に2,412,971人でありかなり増加傾向にある。
県庁所在地はオスマンガズィ。旧ブルサ市に当たるのはギュルス、ケステル、ニリュフェル、オスマンガズィ、ユルドゥルム、ゲムリク、ムダンヤの各地区で、2012年以降のブルサ県はブルサ大都市自治体と同一の範囲となっている。
イェニシェヒル（ブルサ近郊）はオスマン帝国がエディルネを占領するまでの間オスマン帝国の首都であった。多くの歴史的建造物が残っており、オスマン時代から続く町並みを見ることが出来る。緑のブルサとして知られるほど町には多くの公園や緑地がみられる。
この県のうちビュユクオルハン、ハルマンジュク、ケレス、オルハネリはエーゲ海地方に分類されている。

## 下位自治体
- ビュユコルハン（英語版） （Büyükorhan）
- ゲムリク（Gemlik）
- ギュルス（英語版） （Gürsu）
- ハルマンジュク（英語版） （Harmancık）
- イネギョル（İnegöl）
- イズニク（İznik）
- カラジャベイ（Karacabey）
- ケレス（英語版）（Keles）
- ケステル（Kestel）
- ムダンヤ（Mudanya）
- ムスタファケマルパシャ （Mustafakemalpaşa）
- ニリュフェル（英語版） （Nilüfer）
- オルハネリ（英語版） （Orhaneli）
- オルハンガズィ（英語版） （Orhangazi）
- オスマンガズィ（英語版） （Osmangazi）
- イェニシェヒル（Yenişehir）
- ユルドゥルム（英語版）（Yıldırım）